# Petter Hansson Thel
Petter Hansson Thel, född omkring 1630 på Gotland, död juni 1673 i Gävle, var en svensk handelsman och orgelbyggare i Gävle. Satte upp orgelverk i Norrland.

## Biografi
Thel reparerade 1646 Anders Bruce-orgeln i Uppsala domkyrka. Han verkar ha varit verksam från mitten av 1640-talet till år 1670. Han fick 1658 burskap i Gävle.
Thel var son till en tullnär i Visby.

## Familj
Thel gifte sig med Margareta Jonsdotter Behm, dotter till borgmästaren i Gävle Joan Michelsson Behm och Anna Danieldotter Kröger. De fick tillsammans barnen Anna (1652–1698), Daniel (1653–1715), Helena (1653–1726), Hans (1659–1712), Albrect (1661–1701), Michael (1663–1726), Jonas, Catrina och Lars.

## Lista över orglar
| År                   | Ursprunglig kyrka                 | Stift      | Bild | Manualer | Pedal        | Stämmor     | Bevarad orgel/fasad | Övrigt |
| -------------------- | --------------------------------- | ---------- | ---- | -------- | ------------ | ----------- | ------------------- | --- |
| 1646                 | Uppsala domkyrka                  | Uppsala    |      |          |              |             |                     | Renovering. |
| 1647                 | Skellefteå landsförsamlings kyrka | Härnösands |      | 1        | Självständig | 10 eller 12 | Nej/Nej             | Orgeln hade två bälgar. En ny orgel byggdes 1784 av Petter Qvarnström, Sundsvall. |
| 1644 eller 1648–1649 | Svärdsjö kyrka                    | Västerås   |      |          |              | 6           | Nej/Nej             | 1738 byggde Daniel Stråhle en ny orgel. |
| 1649                 | Backenkyrkan                      | Härnösands |      |          |              | 9           | Nej/Nej             | De är omkring år 1773 nästan obrukligt. 1781 såldes orgeln till Lövångers kyrka. Orgeln sattes upp där av Petter Qvarnström, Sundsvall och fick en grundlig ombyggnad. En ny orgel byggdes 1865 i Lövångers kyrka av Per Larsson Åkerman, Stockholm. |
| 1651                 | Uleåborgs kyrka                   |            |      |          |              | 14          |                     | Orgeln kostade 1522 daler kopparmynt. Förstördes av ett anfall 1714. Ett nytt orgelverk tillverkades 1712 av Beijer. |
| 1658                 | Alfta kyrka                       | Uppsala    |      | 1        |              | 7           | Nej/Nej             | Orgeln togs ner 1767 när gamla kyrkan skulle rivas. En ny orgel byggdes 1778–1783 av Lars Fredrik Hammardahl, Arbrå. |
| 1660                 | Delsbo kyrka                      | Uppsala    |      |          |              | 10          | Nej/Nej             | Orgeln var placerad i koret. 1724 flyttades orgeln till en nybyggd västläktare. Orgeln utökades även med en trumpet stämma av Johan Christopher Beijer. En ny orgel byggdes 1739 av Olof Hedlund, Stockholm.                                         |
| 1662                 | Öjeby kyrka                       | Härnösands |      | 2        | Självständig | 18          | Nej/Nej             | En ny orgel byggdes 1874 av P L Åkerman & Lunds Orgelfabrik, Stockholm. |
| 1663                 | Söderhamns kyrka                  | Uppsala    |      |          |              | 18          | Nej/Nej             | Orgeln var placerad i koret. 1676 reparerades orgeln. På 1720-talet flyttades orgeln till nya kyrkan av Lars Stillman. Då ombyggdes den och fick ny fasad. En ny orgel byggdes 1740–1741 av Daniel Stråhle.                                          |
| 1668–1669            | Älvkarleby kyrka                  | Uppsala    |      |          |              |             |                     | Orgeln testades av Gabriel Jacop Vict. |